# カトリック浜脇教会
カトリック浜脇教会（カトリックはまわききょうかい）は、長崎県五島市（旧福江市）にある、キリスト教（カトリック）の聖堂。
久賀島の田ノ浦港のほど近くに位置する。
小教区としては独立しているが、2024年現在は福江小教区の司祭が兼務している。

## 沿革[1]
1881年、最初の教会堂が久賀の地で迫害を乗り越えた信徒によって建立。
木造の教会堂は、潮風にさらされて傷みが激しく、増え続ける信徒の数に対応できなくなり、新築することになり、旧教会は五輪地区に移築して（現旧五輪教会堂)、1931年現教会堂が建立。五島で最初のコンクリート造教会となった。
建立にあたり、カトリック信徒以外からの寄付もあったという。